# Suniabaru
Suniabaru is een bestuurslaag in het regentschap Majalengka van de provincie West-Java, Indonesië. Suniabaru telt 2751 inwoners (volkstelling 2010).